# Middleton (Tennessee)
Middleton é uma cidade localizada no estado norte-americano de Tennessee, no Condado de Hardeman.

## Demografia
Segundo o censo norte-americano de 2000, a sua população era de 602 habitantes.
Em 2006, foi estimada uma população de 621, um aumento de 19 (3.2%).

## Geografia
De acordo com o United States Census Bureau tem uma área de
4,8 km², dos quais 4,8 km² cobertos por terra e 0,0 km² cobertos por água. Middleton localiza-se a aproximadamente 127 m acima do nível do mar.

## Localidades na vizinhança
O diagrama seguinte representa as localidades num raio de 24 km ao redor de Middleton.